# Thủy hử (phim truyền hình 1998)
Thủy hử (tiếng Trung: 水浒传; bính âm: Shuǐhǔ Zhuàn) là một bộ phim truyền hình của Đài Truyền hình Trung ương Trung Quốc phát sóng lần đầu năm 1998.

## Lịch sử
Đây là chuyển thể truyền hình từ tiểu thuyết cùng tên của nhà văn Thi Nại Am, tác phẩm kinh điển được coi là một trong Tứ đại danh tác của Trung Quốc. Lấy bối cảnh lịch sử Trung Quốc thời Bắc Tống, 43 tập phim Thủy hử đã mô tả lại số phận của 108 vị anh hùng Lương Sơn Bạc, những người bằng nhiều con đường và số phận khác nhau đã quy tụ trên Lương Sơn Bạc để nổi dậy chống lại triều đình nhà Tống. Sau thành công của bộ phim truyền hình Tam quốc diễn nghĩa, CCTV đã quyết định đầu tư lớn để chuyển thể tác phẩm cuối cùng của Tứ đại danh tác, dưới sự chỉ đạo của Nhậm Đại Huệ và Trương Kỉ Trung, Thủy hử có được những cảnh quay hoành tráng ở Phim trường Vô Tích và đã đặc tả được hình ảnh của 108 vị anh hùng. Vì vậy sau khi phát sóng tác phẩm này đã được công chúng hết sức yêu thích. Bài hát chủ đề của phim, Hảo hán ca do Lưu Hoan trình diễn cũng trở thành một ca khúc phổ biến.
Chịu trách nhiệm sản xuất của Thủy hử là hai nhà sản xuất Nhậm Đại Huệ và Trương Kỉ Trung, tổng đạo diễn của bộ phim là đạo diễn Trương Thiệu Lâm, người từng tham gia đạo diễn phim truyền hình Tam quốc diễn nghĩa, kịch bản chuyển thể của phim được giao cho hai nhà biên kịch Dương Quang Tranh và Nhiễm Bình.

## Kết cấu
Thủy hử được chia làm 43 tập chuyển thể gần như nguyên vẹn 120 hồi của Thủy hử kể từ sự thăng tiến của Cao Cầu tới cái chết của Tống Giang (tức Tống Công Minh):
| Hồi | Tên hồi                   | Chữ Hán      |
| --- | ------------------------- | ------------ |
| 01  | Cao Cầu phát tích         | 高俅发迹     |
| 02  | Quyền đả trấn Quan Tây    | 拳打镇关西   |
| 03  | Đại náo Ngũ Đài Sơn       | 大闹五台山   |
| 04  | Đảo bật thùy dương liễu   | 倒拔垂杨柳   |
| 05  | Bạch hổ tiết đường        | 白虎节堂     |
| 06  | Dã trư lâm                | 野猪林       |
| 07  | Phong tuyết Sơn thần miếu | 风雪山神庙   |
| 08  | Lâm Xung lạc thảo         | 林冲落草     |
| 09  | Dương Chí mại đao         | 杨志卖刀     |
| 10  | Thất tinh tụ nghĩa        | 七星聚义     |
| 11  | Trí thủ sinh thần cương   | 智取生辰纲   |
| 12  | Tư phóng Tiều Thiên Vương | 私放晁天王   |
| 13  | Hỏa tịnh Vương Luân       | 火并王伦     |
| 14  | Tống Giang sát Tích       | 宋江杀惜     |
| 15  | Cảnh Dương cương          | 景阳岗       |
| 16  | Huynh đệ trùng phùng      | 兄弟重逢     |
| 17  | Vương bà lộng phong tình  | 王婆弄风情   |
| 18  | Võ đại lang tróc gian     | 武大郎捉奸   |
| 19  | Sư tử lâu                 | 狮子楼       |
| 20  | Túy đả Tưởng Môn Thần     | 醉打蒋门神   |
| 21  | Huyết tiên Uyên Ương lâu  | 血溅鸳鸯楼   |
| 22  | Thanh Phong trại          | 清风寨       |
| 23  | Phát phối Giang Châu      | 发配江州     |
| 24  | Tầm Dương lâu đề phản thi | 浔阳楼题反诗 |
| 25  | Náo Giang Châu            | 闹江州       |
| 26  | Lý Quỳ bái mẫu            | 李逵背母     |
| 27  | Chúc gia trang (phần 1)   | 祝家庄       |
| 28  | Chúc gia trang (phần 2)   | 祝家庄       |
| 29  | Đại phá liên hoàn mã      | 大破连环马   |
| 30  | Tăng đầu thị              | 曾头市       |
| 31  | Lư Tuấn Nghĩa thượng sơn  | 卢俊义上山   |
| 32  | Anh hùng bài tọa thứ      | 英雄排座次   |
| 33  | Nguyên dạ náo Đông Kinh   | 元夜闹东京   |
| 34  | Yến Thanh đả lôi          | 燕青打擂     |
| 35  | Lý Quỳ tọa đường          | 李逵坐堂     |
| 36  | Thâu tửu xả chiếu         | 偷酒扯诏     |
| 37  | Đại bại Cao thái úy       | 大败高太尉   |
| 38  | Chiêu an                  | 招安         |
| 39  | Huyết sái Trần Kiều dịch  | 血洒陈桥驿   |
| 40  | Chinh Phương Lạp          | 征方腊       |
| 41  | Hồn hệ dũng kim môn       | 魂系涌金门   |
| 42  | Huyết nhiễm Ô Long lĩnh   | 血染乌龙岭   |
| 43  | Tống Giang chi tử         | 宋江之死     |

## Nhân vật

### 108 anh hùng
- Lý Tuyết Kiện trong vai Tống Giang
- Đinh Hải Phong trong vai Võ Tòng
- Chu Dã Mang trong vai Lâm Xung
- Tang Kim Sinh trong vai Lỗ Trí Thâm
- Triệu Tiểu Nhuệ trong vai Lý Quỳ
- Quách Quân trong vai Sử Tiến
- Trịnh Cường trong vai Sài Tiến
- Trương Liên Trọng trong vai Chu Quý
- Hồ Long Ngâm trong vai Tống Vạn
- Tiễn Vệ Đông trong vai Đỗ Thiên
- Địch Nãi Xã trong vai Dương Chí
- Trương Hạo trong vai Sách Siêu
- Quách Bách Tùng trong vai Lôi Hoành
- Dương Tăng Quang trong vai Chu Đồng
- Thai Tổ Huy trong vai Lưu Đường
- Ninh Hiểu Chí trong vai Ngô Dụng
- Lưu Vệ Hoa trong vai Nguyễn Tiểu Nhị
- Lý Đông Quả trong vai Nguyễn Tiểu Thất
- Trương Hành Bình trong vai Nguyễn Tiểu Ngũ
- Uông Vĩnh Quý trong vai Công Tôn Thắng
- Tôn Nguyệt Minh trong vai Bạch Thắng
- Triệu Xuân Minh trong vai Tào Chính
- Lương Lệ trong vai Tôn Nhị Nương
- Trương Hân trong vai Trương Thanh
- Thường Ngọc Bình trong vai Thi Ân
- Hứa Kính Nghĩa trong vai Vương Anh
- Dương Lâm trong vai Yến Thuận
- Lưu Lập Vĩ trong vai Trịnh Thiên Thọ
- Tu Khánh trong vai Hoa Vinh
- Lý Bảo Quân trong vai Tống Thanh
- Lan Cung Anh trong vai Trương Hoành
- Vương Cơ Minh trong vai Đới Tung
- Trương Á Khôn trong vai Trương Thuận
- Dương Bảo Quang trong vai Lý Tuấn
- Chu Hiểu Xuân trong vai Đồng Uy
- Vương Trung Vĩ trong vai Đồng Mãnh
- Trình Thệ Hàn trong vai Chu Phú
- Trần Chi Huy trong vai Dương Hùng
- Dương Phàm trong vai Thạch Tú
- Mạnh Cảnh Thành trong vai Thời Thiên
- Vương Văn Thăng trong vai Tần Minh
- Trịnh Sướng trong vai Hỗ Tam Nương
- Tề Cảnh Bân trong vai Tôn Lập
- Trương Vệ Quốc trong vai Tôn Tân
- Trương Tú Nham trong vai Cố Đại Tẩu
- Khổng Khánh Nguyên trong vai Giải Trân
- Hàn Phúc Lợi trong vai Giải Bảo
- Giả Thạch Đầu trong vai Hô Diên Chước
- Chân Lực Cường trong vai Hàn Thao
- Vương Xuân Huy trong vai Bành Kỷ
- Vương Vệ Quốc trong vai Lư Tuấn Nghĩa
- Vương Quang Huy trong vai Yến Thanh
- Hình Quốc Chu trong vai Thái Phúc
- Trần Trường Long trong vai Thái Khánh
- Ngụy Phong trong vai Tiêu Đĩnh
- Hình Phong trong vai An Đạo Toàn
- Do Lợi Bình trong vai Chu Vũ
- Lý Văn Thành trong vai Bùi Tuyên
- Lý Chấn Khởi trong vai Quan Thắng

### Các diễn viên khác
- Tu Cách trong vai Cao Cầu (thanh niên)
- Đường Quân Dương trong vai Cao Khảm (Cao Nha Nội)
- Trần Chi Huy trong vai Vương Tiến
- Đường Quốc Cường trong vai Tô Thức
- Vương Băng trong vai Tiểu Vương đô thái uý
- Tăng Hoành Sinh trong vai Tống Huy Tông
- Diêm Văn Lâm trong vai Lão đốc quản
- Trần Lập Trung trong vai mẹ Vương Tiến
- Dư Nguyệt Tiên trong vai Kim Thuý Liên
- Dương Triệu Quyền trong vai Kim lão
- Lý Lan Phát trong vai Trịnh Đồ
- Trương Hồng Anh trong vai Triệu viên ngoại
- Cố Kim Thủy trong vai Trí Chân
- Từ Phúc Lai trong vai Trụ trì Văn Thù viện
- Triệu Vân Sinh trong vai Trí Thanh
- Từ Triều trong vai Trụ trì chùa Đại tướng quốc
- Tôn Minh Nguyệt trong vai Trương Tam
- Vương Tinh Hoa trong vai vợ Lâm Xung
- Dương Đông trong vai Cẩm Nhi
- Hồng Kiếm Đào trong vai Cao Nha Nội
- Ngụy Tông Vạn trong vai Cao Cầu (về già)
- Vương Toàn Hữu trong vai Lục Khiêm
- Lưu Nguy trong vai Phú An
- Trương Quý Hâm trong vai cha vợ Lâm Xung
- Tống Xuân Lâm trong vai Khai Phong phủ doãn
- Từ Minh trong vai Tôn Định
- Lý Ngạn trong vai Đổng Siêu
- Hình Quốc Châu trong vai Tiết Bá
- Trần Kế Dân trong vai Hồng giáo đầu
- Đỗ Ngọc Minh trong vai Sai Bát
- Khang Nhị Xương trong vai Quản Doanh
- Trương Quốc Vinh trong vai Lý Tiểu Nhị
- Lưu Sáng Nhất trong vai vợ Lý Tiểu Nhị
- Dương Triệu Quyền trong vai Lão quân
- Triệu Ngạn Dân trong vai Vương Luân
- Hình Triệu Quân trong vai Vương chế sứ
- Lý Kì trong vai Ngưu Nhị
- Hồ Khánh Sĩ trong vai Lương Thế Kiệt
- Hác Lệ Bình trong vai Lương phu nhân
- Trương Thiết Câu trong vai Tạ đô quản
- Trương Trị Trung trong vai Tiều Cái
- Lâm Liên Côn trong vai Sái Kinh
- Hoàng Tông Lạc trong vai Tri huyện Vận Thành
- Dương Mãnh trong vai Hà Đào
- Khang Hồng Lôi trong vai Hà Thanh
- Mộ Thanh trong vai Diêm Bà Tích
- Viên Ngọc Hoa trong vai Diêm Bà
- Xuyết Nhị Dũng trong vai Trương Văn Viễn
- Nhâm Đại Huệ trong vai Tống Thái công
- Uông Thuỵ trong vai Triệu đô đầu
- Quách Xuân Hoa trong vai Tri huyện Dương Cốc
- Tống Văn Hoa trong vai Võ Đại Lang
- Vương Tư Ý trong vai Phan Kim Liên
- Từ Phi trong vai Kiều Vận Ca
- Lý Minh Khải trong vai Vương Bà
- Lý Cường trong vai Tây Môn Khánh
- Vương Hoà trong vai Diêu nhị lang
- Triệu Vân Sinh trong vai Triệu tứ lang
- Từ Ngọc Đình trong vai Hà cửu thúc
- Khang Nhị Xương trong vai Quản doanh nhà lao Mạnh Châu, Giang Châu
- Đức Lực Cách Nhĩ trong vai Tưởng Môn Thần
- Lưu Hồng Mai trong vai vợ Tưởng Môn Thần
- Vương Văn Hữu trong vai Trương đô giám
- Lưu Diễm Phong trong vai Ngọc Lan
- Chu Thần Thanh trong vai Mã Phu
- Lý Liên Nghĩa trong vai Lưu Cao
- Thôi Hồng Hồng trong vai vợ Lưu Cao
- Trâu Kiến Trung trong vai Hoàng Văn Bính
- Toàn Giải Phóng trong vai Sái Cửu
- Lôi Đan trong vai Lý Quỷ
- Ngô Ngọc Cẩn trong vai vợ Lý Quỷ
- Châu Hiểu Xuân trong vai Lý Đạt
- Tống Tú Thuần trong vai mẹ Lý Quỳ
- Triệu Vân Sinh trong vai Tào thái công
- Ngưu Lợi trong vai Phan Xảo Vân
- Lưu Tiểu Khê trong vai Bùi Như Hải
- Kim Quảng Sinh trong vai Chúc Long
- Bạch Tuấn Kiệt trong vai Chúc Hổ, Loan Đình Ngọc
- Lý Ngọc Sinh trong vai Chúc Bưu
- Phan Dẫn Lai trong vai Hỗ Thành
- Mã Tân trong vai Cao Liêm
- Trương Phân trong vai vợ Từ Ninh
- Tạ Gia Khởi trong vai Tăng Đồ, Tăng Sách
- Lưu Cường trong vai Tăng Sâm
- Lý Thục Long trong vai Tăng Khôi
- Hàn Gia Dũng trong vai Tăng Thăng
- Quách Quân trong vai Sử Văn Cung
- Quách Tiệp trong vai Tăng trưởng giả
- Lý Chí Nghị trong vai Túc Cảnh
- Tất Viễn Tấn trong vai Lý Cố
- Vương Cầm Trân trong vai vợ Lư Tuấn Nghĩa
- Hà Tình trong vai Lý Sư Sư
- Võ Lợi Bình trong vai Lý Ngu hầu
- Ngũ Tùng trong vai Bàng Vạn Xuân
- Trương Xuân Yến trong vai Bàng Thu Hà
- Nghê Tăng Triệu trong vai Nhậm Nguyên
- Lương Kim Sơn trong vai Huyện lệnh Thọ Trương
- Trương Kỉ Trung trong vai Thôi Tĩnh
- Trịnh Đại Thiên trong vai Trần Tông Thiện
- Châu Lôi trong vai Trương Can biện
- Uông Tinh Trì trong vai Hà Thành
- Lý Tiểu Đinh trong vai Lưu Mộng Long
- Trương Hoằng Kiệt trong vai Trương Thúc Dạ
- Thôi Đại trong vai Phương Lạp
- Đổng Truyền Cường trong vai Phương Mạo
- Từ Kiện trong vai Phương Thiên Định
- Lôi Khác Sinh trong vai Đồng Quán

## Âm nhạc
Âm nhạc của Thủy hử do Triệu Quý Bình sáng tác
| Số | Tên bản nhạc                               | Ca sĩ         | Ghi chú                                             |
| -- | ------------------------------------------ | ------------- | --------------------------------------------------- |
| 1  | Thủy hử phong vân (水浒风云)               |               |                                                     |
| 2  | Hảo hán ca (好汉歌)                        | Lưu Hoan      | Ca khúc cuối phim (từ tập 1 đến tập 31, trừ tập 10) |
| 3  | Vương Tiến đả Cao Cầu (王进打高俅)         |               |                                                     |
| 4  | Cung đình vũ ảnh (宫廷舞影)                |               |                                                     |
| 5  | Thiên thời địa lợi nhân hoà (天时地利人和) | Bành Lệ Viện  | Ca khúc cuối phim (tập 10 và từ tập 32 trở đi)      |
| 6  | Thước kiều khúc (鹊桥曲)                   | Trần Tuấn Hoa |                                                     |
| 7  | Huynh đệ tình nghị (兄弟情谊)              |               |                                                     |
| 8  | Ngư gia ngạo (渔家傲)                      | Trần Tuấn Hoa | Phổ nhạc bài từ cùng tên trong truyện Thủy hử       |
| 9  | Tiều Cái xuất chinh (晁盖出征)             |               |                                                     |
| 10 | Thù tử nhất chiến (殊死一战)               |               |                                                     |
| 11 | Mãn giang hồng (满江红)                    | Đái Kiến Dân  |                                                     |
| 12 | Quân uy hạo tráng (军威浩壮)               |               |                                                     |
| 13 | Công đạo tại nhân gian (公道在人间)        | Lưu Hoan      |                                                     |
| 14 | Nguyễn Tiểu Thất ngư ca (阮小七渔歌)       | Hình Lâm      |                                                     |
| 15 | Lương sơn hảo hán (梁山好汉)               |               |                                                     |
| 16 | Lâm Xung dạ bôn (林冲夜奔)                 |               |                                                     |
| 17 | Diêm Bà Tích mại xướng (阎婆惜卖唱)        | Đổng Hoa      |                                                     |
| 18 | Giang châu tửu lâu (江州酒楼)              | Dương Á Bình  |                                                     |
| 19 | Võ Tòng sát tẩu (武松杀嫂)                 |               |                                                     |
| 20 | Mộ cổ thần chung (暮鼓晨钟)                |               |                                                     |
| 21 | Thủy hử truyện (水浒传)                    |               | Bản nhạc đầu phim                                   |